# Stazione di Pollenza
La stazione di Pollenza è una fermata ferroviaria posta sulla linea Civitanova Marche-Fabriano. Serve il centro abitato di Pollenza.